# ماري كي
ماري كي كريستيانسن (بالدنماركية: Marie Key Kristiansen)‏ والمعروفة باسم ماري كي (بالدنماركية: Marie Key)‏ هي مغنية بوب وكاتبة أغاني دنماركية. أصدرت ماري كي أول أغنية منفردة ناجحة لأول مرة بعنوان 'انظر هنا' (بالدنماركية: Se nu herhen)‏ مأخوذة من ألبومها الأول 'في البلدة مرة أخرى' (بالدنماركية: I byen igen)‏ . مع ألبومها المنفرد الثاني 'هذه الأيام' (بالدنماركية: De dage)‏، حققت ماري كي نجاحًا تجاريًا أكبر، حيث بلغت رقم 1 في ترتيب الألبومات الدنماركي.
منذ عام 2002، عملت ماري كي مع عدد من الموسيقيين، أولاً مع فرقتها المسماة فرقة ماري كي. ومقرها في كوبنهاغن، وقد شملت الفرقة ماري كي (المغنية، عازفة غيتار وكاتبة أغاني)، وياكوب ثوركيلد (عازف غيتار)، وماري لويز فون بولو (بيس مزدوج ومغني مساند) ومادس أندرسن (عازف الطبول ومغني مساند). هذا النوع كان يعتبر «بوب حضري» وكانت أكبر نتيجة حفلة لهم هي «كاريركانون 2005». ولكن الفرقة انفصلت بعد فشل ألبومهم الثاني على أي حال' (بالدنماركية: Hver sin vej)‏.
ماري كي مثلية الجنس علنا، وهي تعيش في كوبنهاغن.

## أعمالها الغنائية

### ألبومات مع فرقة ماري كي
- 2006: كي (بالدنماركية: key)‏
- 2008: 'إي بي' (بالدنماركية: EP)‏
- 2008: 'على أي حال' (بالدنماركية: Hver sin vej)‏

### ألبومات منفردة
- 2011: 'في البلدة مرة أخرى' (بالدنماركية: I byen igen)‏
- 2012: 'هذه الأيام' (بالدنماركية: De her da)‏
- 2015: 'هل تظن أننا نرقص' (بالدنماركية: Tænker du vi danser)‏
- 2018: 'عمالقة' (بالدنماركية: Giganter)‏

### أغاني منفردة
- 2012: 'انظر هنا'(بالدنماركية: Se nu herhen)‏
- 2012: 'يتعذر الحصول عليه' (بالدنماركية: Uopnåelig)‏
- 2012: 'بعيدا' (بالدنماركية: Langt ude)‏
- 2013: 'بدون دفاع' (بالدنماركية: Uden forsvar)‏
- 2013: 'نزلت' (بالدنماركية: Landet)‏
- 2015: 'هل هو الآن' (بالدنماركية: Fatter det nu)‏[3]

## وصلات خارجية
- ماري كي على موقع IMDb (الإنجليزية)
- ماري كي على موقع ميوزك برينز (الإنجليزية)
- ماري كي على موقع أول ميوزيك (الإنجليزية)
- ماري كي على موقع ديسكوغز (الإنجليزية)

- الحساب الرسمي - فيسبوك (بالدنماركية)
- قناة الرسمية على يوتيوب